# John D. Liu
John Dennis Liu, né en 1953 à Nashville, dans l'État du Tennessee, aux États-Unis, est un réalisateur et écologiste sino-américain. Il est chercheur dans différentes institutions. En janvier 2015, John D. Liu est nommé Visiting Fellow à l’institut néerlandais d'écologie (NIOO) de l'académie royale des arts et sciences des Pays-Bas. Il est également un ambassadeur de la Commonland Foundation basée à Amsterdam, aux Pays−Bas, un mouvement global pour restaurer les écosystèmes dégradés.
Il a notamment étudié la permaculture en Chine, sur le plateau de Lœss, et en Jordanie, où cela à d'abord été développé par l'Australien, Geoff Lawton, puis ses travaux continués par la Princesse Basma bint Talal (en) ou encore en Éthiopie ou d'importants travaux de permaculture ont permis de reverdir d’importantes parties désertiques.

## Biographie
Il travaille de 1981 à 1990, pour la télévision américaine CBS News, 1990 à 1994 pour la télévision italienne RAI et de 1994 à 1997 pour la télévision allemande ZDF. À partir de 1995, la banque mondiale lui demande de réaliser des films notamment en Chine, il étudie alors le plateau de Lœss.

## Œuvres
- (en) « Hope In A Changing Climate », sur Open University de la BBC
- (en) « Ecosystem Based Adaptation, The Great Work Of Our Time », sur chaîne Youtube Good ancestors
- (en) The real leap forward : scaling up poverty reduction in China de John D Liu; Jenny Richards, (Film producer); Adam Kerby; Sotira Kyriacou; Adjoa Andoh, 2017, éditeur=Oley, Pennsylvania], distribué par Bullfrog Films, collection : Life, série 4, programme 2.  (ISBN 9781594581960)

### Vidéographie
- (en) « Regreening the desert with John D. Liu - Docu - 2012 », sur Chaîne Youtube de Vpro Documentaire, 7 mai 2017